# مارتن شميد
مارتن شميد (بالإسبانية: Martin Schmid)‏ هو ملحن ومهندس معماري سويسري وبوليفي، ولد في 26 سبتمبر 1694 في بار في سويسرا، وتوفي في 10 مارس 1772 في لوسرن في سويسرا.

## وصلات خارجية
- مارتن شميد على موقع ميوزك برينز (الإنجليزية)